# Živkovac
Živkovac (en serbe cyrillique : Живковац) est un village de Serbie situé dans la municipalité de Grocka et sur le territoire de la Ville de Belgrade. Au recensement de 2011, il comptait 371 habitants.
Živkovac est la plus petite localité de la municipalité de Grocka.

## Géographie

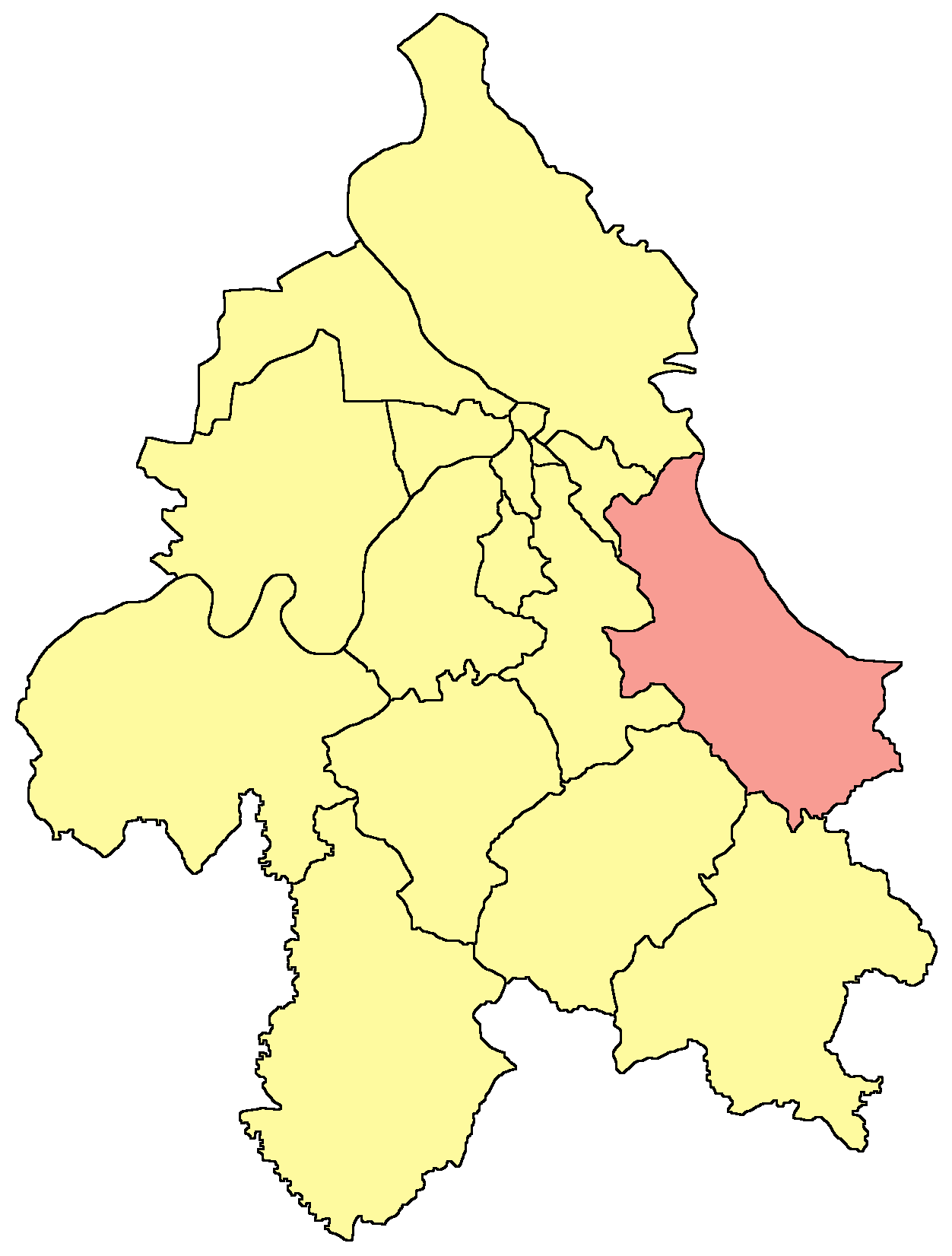
Localisation de la municipalité de Grocka dans la Ville de Belgrade

Živkovac est situé à 44 km de Belgrade, au nord de la Šumadija, sur les rives de la Ralja, tout près de la ligne ferroviaire Belgrade-Požarevac et de l'autoroute Belgrade-Niš (route européenne E75).

## Démographie
| 1948 | 1953 | 1961 | 1971 | 1981 | 1991 | 2002 | 2011 |
| ---- | ---- | ---- | ---- | ---- | ---- | ---- | ---- |
| 371  | 381  | 403  | 404  | 420  | 438  | 380  | 371  |

|  |

### Données de 2002
Pyramide des âges (2002)
En 2002, l'âge moyen de la population était de 41,3 ans pour les hommes et 41,6 ans pour les femmes.
Répartition de la population par nationalités (2002)
En 2002, les Serbes représentaient 99,47 % de la population.

### Données de 2011
En 2011, l'âge moyen de la population était de 41 ans, 41,1 ans pour les hommes et 40,8 ans pour les femmes.

## Économie
L'économie du village est fondée sur l'agriculture.